# Jazz Loves Disney
 (novembre 2017).
Si vous disposez d'ouvrages ou d'articles de référence ou si vous connaissez des sites web de qualité traitant du thème abordé ici, merci de compléter l'article en donnant les références utiles à sa vérifiabilité et en les liant à la section « Notes et références ».
Albums de Melody Gardot, Anne Sila, Stacey Kent, Nikki Yanofsky, ...
Jazz Loves Disney 2 - A Kind of Magic
(2017)
Jazz Loves Disney est un album de reprises français appartenant à la franchise de We Love Disney, de chansons issues des bandes originales Disney par des artistes de Jazz. Ce nouvel opus contient 13 chansons sorti le 18 novembre 2016.
En décembre 2018, Jazz Loves Disney est présenté à Disneyland Paris devant 6 000 personnes et programmé à la philharmonie de Paris avec Sarah McKenzie, Hugh Coltman, Myles Sanko, China Moses les 22 et 23 décembre.

## Liste des pistes
1. Everybody Wants To Be a Cat (Les Aristochats) Jamie Cullum
2. He's a Tramp (La Belle et le Clochard) Melody Gardot
3. Bibbidi-Bobbidi-Boo (Cendrillon) Stacey Kent
4. When You Wish Upon a Star (Pinocchio) Gregory Porter
5. Why Don't You Do Right (Qui veut la peau de Roger Rabbit) China Moses
6. I Wanna be Like You (Le Livre de la jungle) Raphael Gualazzi
7. A Dream Is a Wish Your Heart Makes (Cendrillon) The Rob Mounsey Orchestre
8. You've Got a Friend in Me (Toy Story) Hugh Coltman
9. Let It Go (La Reine des neiges) Anne Sila
10. The Bare Necessities (Le Livre de la jungle) Melody Gardot
11. Once Upon a Dream (La Belle au bois dormant) Laika
12. Un jour mon prince viendra (Blanche-Neige et les Sept Nains) Nikki Yanofsky

## Autour du disque
Le 9 janvier 2019, Disneyland Paris avance le concert Disney Loves Jazz prévu en septembre 2019 au 15 juin 2019 dans le parc Walt Disney Studios.